# أنتيكيرا
أنتيكيرا (Αντικύρα) هي مدينة في فويوتيا في مقاطعة كينتريكي إلادا في اليونان.
يبلغ عدد سكانها حوالي 3101 نسمة.

## أعلام
- جيانيس إيوانو